# Fußball-Niedersachsenliga 2005/06
Die Niedersachsenliga 2005/06 war die 57. Spielzeit der höchsten Amateurklasse im Niedersächsischen Fußballverband. Sie war eine Ebene unterhalb der viertklassigen Oberliga Nord angesiedelt und wurde in zwei Staffeln ausgetragen. Sieger wurde der SV Ramlingen/Ehlershausen.

## Staffel Ost
Die Staffel Ost umfasste die Mannschaften aus den Bezirken Lüneburg und Braunschweig.

### Vereine
Im Vergleich zur Saison 2004/05 war keine Mannschaft aus der Oberliga Nord abgestiegen, während die zweite Mannschaft von Eintracht Braunschweig aufgestiegen war. Die drei Absteiger hatten die Liga verlassen und wurden durch die vier Aufsteiger VfL Maschen, SV Drochtersen/Assel, MTV Gifhorn und Goslarer SC 08 ersetzt.
| Verein                   | Stadt                | Landkreis         | Qualifikation                              |
| ------------------------ | -------------------- | ----------------- | ------------------------------------------ |
| TuS Heeslingen           | Heeslingen           | Rotenburg (Wümme) | 2. Platz 2004/05                           |
| SV Südharz Walkenried    | Walkenried           | Osterode am Harz  | 3. Platz 2004/05                           |
| VSK Osterholz-Scharmbeck | Osterholz-Scharmbeck | Osterholz         | 4. Platz 2004/05                           |
| TuS Celle FC             | Celle                | Celle             | 5. Platz 2004/05                           |
| FT Braunschweig          | Braunschweig         |                   | 6. Platz 2004/05                           |
| Rotenburger SV           | Rotenburg (Wümme)    | Rotenburg (Wümme) | 7. Platz 2004/05                           |
| BSV Ölper 2000           | Braunschweig         |                   | 8. Platz 2004/05                           |
| TuSpo Petershütte        | Osterode am Harz     | Osterode am Harz  | 9. Platz 2004/05                           |
| Lüneburger SK            | Lüneburg             | Lüneburg          | 10. Platz 2004/05                          |
| MTV Wolfenbüttel         | Wolfenbüttel         | Wolfenbüttel      | 11. Platz 2004/05                          |
| SSV Vorsfelde            | Wolfsburg            |                   | 12. Platz 2004/05                          |
| Sparta Göttingen         | Göttingen            | Göttingen         | 13. Platz 2004/05                          |
| VfL Maschen              | Seevetal             | Harburg           | Aufsteiger aus der Landesliga Lüneburg     |
| SV Drochtersen/Assel     | Drochtersen          | Stade             | Aufsteiger aus der Landesliga Lüneburg     |
| MTV Gifhorn              | Gifhorn              | Gifhorn           | Aufsteiger aus der Landesliga Braunschweig |
| Goslarer SC 08           | Goslar               | Goslar            | Aufsteiger aus der Landesliga Braunschweig |

### Saisonverlauf
Der Lüneburger SK und der VSK Osterholz-Scharmbeck lieferten sich ein Kopf-an-Kopf-Rennen um den Staffelsieg. Am letzten Spieltag konnte Osterholz-Scharmbeck vorbeiziehen und sich damit den Aufstieg in die Oberliga Nord sicherten. Die Mannschaften auf den drei letzten Plätzen mussten absteigen.

### Tabelle
| Pl.               | Verein                   | Sp. | S  | U  | N  | Tore    | Diff. | Punkte |
| ----------------- | ------------------------ | --- | -- | -- | -- | ------- | ----- | ------ |
| 1.                | VSK Osterholz-Scharmbeck | 30  | 19 | 8  | 3  | 077:270 | +50   | 65     |
| 2.                | Lüneburger SK            | 30  | 19 | 8  | 3  | 064:240 | +40   | 65     |
| 3.                | MTV Gifhorn (N)          | 30  | 16 | 5  | 9  | 057:400 | +17   | 53     |
| 4.                | FT Braunschweig          | 30  | 15 | 4  | 11 | 044:500 | −6    | 49     |
| 5.                | TuS Heeslingen           | 30  | 13 | 7  | 10 | 062:430 | +19   | 46     |
| 6.                | SV Südharz Walkenried    | 30  | 11 | 12 | 7  | 045:350 | +10   | 45     |
| 7.                | VfL Maschen (N)          | 30  | 11 | 7  | 12 | 055:740 | −19   | 40     |
| 8.                | TuS Celle FC             | 30  | 10 | 8  | 12 | 051:450 | +6    | 38     |
| 9.                | MTV Wolfenbüttel         | 30  | 9  | 9  | 12 | 037:450 | −8    | 36     |
| 10.               | Goslarer SC 08 (N)       | 30  | 11 | 3  | 16 | 056:670 | −11   | 36     |
| 11.               | Sparta Göttingen         | 30  | 9  | 7  | 14 | 043:620 | −19   | 34     |
| 12.               | SV Drochtersen/Assel (N) | 30  | 9  | 7  | 14 | 045:680 | −23   | 34     |
| 13.               | BSV Ölper 2000           | 30  | 8  | 9  | 13 | 039:510 | −12   | 33     |
| 14.               | TuSpo Petershütte        | 30  | 8  | 8  | 14 | 040:460 | −6    | 32     |
| 15.               | SSV Vorsfelde            | 30  | 7  | 11 | 12 | 035:440 | −9    | 32     |
| 16.               | Rotenburger SV           | 30  | 6  | 5  | 19 | 032:610 | −29   | 23     |
| Stand: Saisonende |                          |     |    |    |    |         |       |        |

| (A) | Absteiger aus der Oberliga Nord 2004/05             |
| (N) | Aufsteiger aus der Landesliga Niedersachsen 2004/05 |

## Staffel West
Die Staffel West umfasste die Mannschaften aus den Bezirken Hannover und Weser-Ems.

### Vereine
Im Vergleich zur Saison 2004/05 war keine Mannschaft aus der Oberliga Nord abgestiegen, während die zweite Mannschaft des VfL Osnabrück aufgestiegen war. Die drei Absteiger hatten die Liga verlassen und wurden durch die vier Aufsteiger VfL Germania Leer, TuS Pewsum, SV Bockenem und TSV Havelse ersetzt.
| Verein                    | Stadt             | Landkreis           | Qualifikation                           |
| ------------------------- | ----------------- | ------------------- | --------------------------------------- |
| SC Langenhagen            | Langenhagen       | Region Hannover     | 2. Platz 2004/05                        |
| VfB Oldenburg             | Oldenburg (Oldb)  |                     | 3. Platz 2004/05                        |
| SV Ramlingen/Ehlershausen | Burgdorf          | Region Hannover     | 4. Platz 2004/05                        |
| FC Schüttorf 09           | Schüttorf         | Grafschaft Bentheim | 5. Platz 2004/05                        |
| TSV Fortuna Sachsenross   | Hannover          | Region Hannover     | 6. Platz 2004/05                        |
| VfV 06 Hildesheim         | Hildesheim        | Hildesheim          | 7. Platz 2004/05                        |
| TuS Lingen                | Lingen (Ems)      | Emsland             | 9. Platz 2004/05                        |
| Blau-Weiß Lohne           | Lohne (Oldenburg) | Vechta              | 10. Platz 2004/05                       |
| BSV Rehden                | Rehden            | Diepholz            | 11. Platz 2004/05                       |
| VfL Bückeburg             | Bückeburg         | Schaumburg          | 12. Platz 2004/05                       |
| SC Spelle-Venhaus         | Spelle            | Emsland             | 13. Platz 2004/05                       |
| VfL Oldenburg             | Oldenburg (Oldb)  |                     | 14. Platz 2004/05                       |
| VfL Germania Leer         | Leer              | Leer                | Aufsteiger aus der Landesliga Weser-Ems |
| TuS Pewsum                | Krummhörn         | Aurich              | Aufsteiger aus der Landesliga Weser-Ems |
| SV Bockenem               | Bockenem          | Hildesheim          | Aufsteiger aus der Landesliga Hannover  |
| TSV Havelse               | Garbsen           | Region Hannover     | Aufsteiger aus der Landesliga Hannover  |

### Saisonverlauf
Der SV Ranlingen/Ehlershausen, der VfB Oldenburg und der TSV Havelse lieferten sich einen Dreikampf um den Staffelsieg. Am Saisonende konnte sich Ramlingen/Ehlershausen aufgrund der besseren Tordifferenz durchsetzen und sicherte sich damit den Aufstieg in die Oberliga Nord. Die Mannschaften auf den drei letzten Plätzen mussten absteigen.

### Tabelle
| Pl.               | Verein                    | Sp. | S  | U  | N  | Tore    | Diff. | Punkte |
| ----------------- | ------------------------- | --- | -- | -- | -- | ------- | ----- | ------ |
| 1.                | SV Ramlingen/Ehlershausen | 30  | 15 | 11 | 4  | 066:330 | +33   | 56     |
| 2.                | VfB Oldenburg             | 30  | 16 | 8  | 6  | 063:380 | +25   | 56     |
| 3.                | TSV Havelse (N)           | 30  | 15 | 8  | 7  | 053:360 | +17   | 53     |
| 4.                | TuS Lingen                | 30  | 14 | 7  | 9  | 071:430 | +28   | 49     |
| 5.                | VfV 06 Hildesheim         | 30  | 13 | 8  | 9  | 038:400 | −2    | 47     |
| 6.                | TuS Pewsum (N)            | 30  | 11 | 11 | 8  | 053:430 | +10   | 44     |
| 7.                | SC Langenhagen            | 30  | 11 | 10 | 9  | 052:480 | +4    | 43     |
| 8.                | VfL Oldenburg             | 30  | 11 | 10 | 9  | 049:460 | +3    | 43     |
| 9.                | TSV Fortuna Sachsenross   | 30  | 11 | 9  | 10 | 038:400 | −2    | 42     |
| 10.               | BSV Rehden                | 30  | 11 | 9  | 10 | 041:440 | −3    | 42     |
| 11.               | SV Bockenem (N)           | 30  | 10 | 9  | 11 | 057:690 | −12   | 39     |
| 12.               | VfL Bückeburg             | 30  | 9  | 10 | 11 | 049:620 | −13   | 37     |
| 13.               | SC Spelle-Venhaus         | 30  | 8  | 7  | 15 | 039:570 | −18   | 31     |
| 14.               | FC Schüttorf 09           | 30  | 8  | 5  | 17 | 033:580 | −25   | 29     |
| 15.               | Blau-Weiß Lohne           | 30  | 6  | 7  | 17 | 045:560 | −11   | 25     |
| 16.               | VfL Germania Leer (N)     | 30  | 5  | 3  | 22 | 036:700 | −34   | 18     |
| Stand: Saisonende |                           |     |    |    |    |         |       |        |

| (A) | Absteiger aus der Oberliga Nord 2004/05             |
| (N) | Aufsteiger aus der Landesliga Niedersachsen 2004/05 |

## Endspiel um die Meisterschaft
Im Endspiel um die Niedersachsen-Meisterschaft setzte sich der SV Ramlingen/Ehlershausen gegen den VSK Osterholz-Scharmbeck durch.